# Droux
Droux är en kommun i departementet Haute-Vienne i regionen Nouvelle-Aquitaine i västra Frankrike. Kommunen ligger i kantonen Magnac-Laval som tillhör arrondissementet Bellac. År 2022 hade Droux 361 invånare.

## Befolkningsutveckling
Antalet invånare i kommunen Droux
| Referens: INSEE |